# Bulbophyllum curvifolium
Bulbophyllum curvifolium är en orkidéart som beskrevs av Rudolf Schlechter. Bulbophyllum curvifolium ingår i släktet Bulbophyllum och familjen orkidéer. Inga underarter finns listade i Catalogue of Life.